# Louise Arbour
Louise Arbour (Montréal, 10 febbraio 1947) è un magistrato canadese, Alto Commissario delle Nazioni Unite per i Diritti Umani fino al settembre 2008.

## Carriera
Dopo una brillante carriera accademica, nel dicembre 1987 Louise Arbour fu nominata membro dell'Alta Corte di Giustizia dell'Ontario e nel 1990 della Corte d'Appello dell'Ontario.
Nel 1996 fu nominata dal Consiglio di Sicurezza delle Nazioni Unite procuratore capo del Tribunale penale internazionale per l'ex-Jugoslavia e del Tribunale penale internazionale per il Ruanda nei processi per i crimini di guerra commessi nell'ex Jugoslavia e in Ruanda. Svolse l'incarico per tre anni, poi nel 1999 si dimise per accettare la nomina alla Corte suprema del Canada.
Il 20 febbraio 2004 fu nominata Alto Commissario delle Nazioni Unite per i Diritti Umani in sostituzione di Sérgio Vieira de Mello, ucciso nell'agosto 2003 in un attentato a Baghdad, carica che ha ricoperto fino al settembre del 2008.